# Ewald Palmetshofer
 (août 2021).
 (janvier 2025).
Ewald Palmetshofer, né le 15 août 1978 à Linz, en Haute-Autriche, est un écrivain de théâtre autrichien.

## Biographie
Après des études de théâtre et de littérature allemande, Ewald Palmetshofer se tourne vers la théologie, la philosophie et la psychologie.
Il travaille un certain temps dans le domaine social.
Au cours de la saison 2007-2008, il est auteur en résidence au Schauspielhaus de Vienne, où il écrit son Hamlet, qui lui vaut d'être nommé meilleur espoir de l'année 2008 par la revue Theater heute. Tout comme Thomas Bernhard ou Elfriede Jelinek, il est un des auteurs d'avant-garde en Autriche de premier plan.
Ses pièces sont représentées en France par L'Arche (éditeur). Il a bénéficié de l'aide à la création du Centre national du théâtre.

## Œuvres traduites en français
- Hamlet est mort, gravité zéro, 2010 (traduction par Laurent Muhleisen)
- Faust a faim. immangeable marguerite, 2011 (traduction par Hilda Inderwildi, Catherine Mazellier et Laurent Muhleisen, Presses universitaires du Midi)

## Œuvres en langue allemande
- Helden, 2005
- Sauschneidn. ein mütterspiel, 2005
- Wohnen. unter glas, 2006
- Hamlet ist tot. keine schwerkraft, 2007
- Das Ende kommt schon noch, 2008
- Faust hat hunger und verschluckt sich an einer grete, 2009
- Tier. man wird doch bitte unterschicht, UA: 11. September 2010

## Créations en France
- Hamlet est mort, gravité zéro, lecture dirigée par Nâzim Boudjenah au Studio-Théâtre de la Comédie-Française le 6 novembre 2011
- Faust a faim. immangeable marguerite, lecture dirigée par Pierre-Benoist Varoclier à l'Institut Goethe le 21 novembre 2011 (Journées du théâtre autrichien)
- Hamlet est mort, gravité zéro, spectacle mis en scène par Anaëlle Queuille au Théâtre 13 du 1er octobre 2024 au 11 octobre 2024

## Distinctions
- 2005 : bourse pour le 17e festival international de théâtre « Luaga & Losna » à Nenzing, Vorarlberg
- 2005 : prix littéraire du jeune drame de Retzhofen pour sauschneidn
- 2006 : journées d’atelier au Burgtheater de Vienne avec wohnen. unter glas
- 2007 : invitation au hotINK International Play Reading Festival, New York, avec la traduction anglaise de helden
- 2008 : invitation aux Journées théâtrales de Mülheim avec hamlet ist tot. keine schwerkraft
- 2008 : International Residency of Playwrights au Royal Court Theatre à Londres
- 2008 : meilleur espoir de la dramaturgie 2008 dans le sondage effectué auprès des critiques pour l’almanach de Theater heute
- 2008 : prix des dramaturges du Kulturkreis der Deutschen Wirtschaft